# حاجي خان محمدوف
حاجي داداش أوغلي خان محمدوف (بالأذربيجانية: Hacı Xanməmmədov Dadaş oğlu) فنان حائزعلى لقب الجدارة للجمهورية أذربيجان الاشتراكية السوفيتية (1967)، أستاز مساعد (1981)، الفنان الشعب في الاتحاد السوفيتي (1988)، بروفيسور (1990)، حائز على وسام «شهرة» (1998).

## حياته وإبداعاته
ولد حاجي خان محمدوف في 15 يونيو، عام 1918 في مدينة دربند.
دخل إلي معهد موسيقى في أذربيجان تحت رعاية عزير حاجبايوف ودرس في فئة تار لسعيد رستاموف.
شارك حاجي خان محمدوف في تكوين اوكيسترا في عرض أوبرا «كوروغلو» في العقد الأذربيجان للفن والأدب الأول في عام 1938.
كان حاجي ملحنًا متميزًا وقائد أوركيسترا ومع ذلك مدرسا متمرسًا، مدرسا.
عمل حاجي خان محمدوف في أكاديمية باكو للموسيقى منذ عام 2005.
حاجي خان محمدوف كان عضو في اتحاد المؤلفين الأذربيجانيين منذ عام 1951، وهو كان عضو لمجلس الإدارة في اتحاد المؤلفين الأذربيجانيين، منذ عام 1956.
توفي ملحن متميز أذربيجاني حاجي خان محمدوف في 7 أبريل، عام 2005.

## جوائزه
- فنان حائزعلى لقب الجدارة لجمهورية أذربيجان الاشتراكية السوفيتية (1967)
- مرسوم شرفي لمجلس رئاسة الأعلى لجمهورية أذربيجان الاشتراكية السوفيتية (1978)
- أستاز مساعد (1981)
- الفنان الشعب في الاتحاد السوفيتي(1988)
- بروفيسور (1990)

 جائز على وسام «شهرة» (2000)

## أفلام حوله
- سيمفونية في إحدى عشر السلك.
- حاجي خان محمدوف (فيلم، 2016) (فيلم وثائقي قصير)
- رجل من القرن الماضي (فيلم، 2003) (فيلم وثائقي قصير)

## وصلات الخارجية
- https://www.youtube.com/watch?v=dbzYVmAyyzU